# Église Sainte-Élisabeth de Lviv
L'église Sainte-Élisabeth (en polonais: kościół św. Elżbiety; en ukrainien: церква Свято́ї Єлизавети Угорської) est une église de style néogothique située à Lviv en Ukraine et donnant place Kropivnitski. Elle est vouée à sainte Élisabeth de Hongrie, patronne de l'impératrice Élisabeth, épouse de François-Joseph et assassinée en 1898. Anciennement de rite latin, elle a été donnée en 1991 à l'Église grecque-catholique ukrainienne, sous le nom d'église Sainte-Olga-et-Sainte-Élisabeth, et l'intérieur a été réaménagé pour accueillir le rite byzantin.

## Histoire
Le projet de construction est lancé en 1898 après l'assassinat de l'impératrice Élisabeth par un anarchiste. L'église Sainte-Élisabeth est construite en 1903-1911 alors que la ville de Lwow (ou Lemberg en allemand) faisait partie de la partie polonaise rattachée à l'Empire austro-hongrois et était la capitale de la Galicie. Elle est bâtie selon les plans de l'architecte polonais Teodor Talowski, reprenant des éléments du gothique français et du gothique du nord de l'Allemagne et quelques détails néoromans; les travaux sont confiés à Karol Richtman-Rudniewski. Le 3 novembre 1911,l'église est consacrée par Joseph Bilczewski en présence de milliers de fidèles.
Sa flèche est élevée. Le visiteur peut admirer ses fenêtres à lancettes. L'entrée principale est construite dans l'axe de la façade et encadrée d'un portail à arcades à trois marches flanqué de trois paires de colonnes trapues et orné d'archivoltes à motif de brindilles. Au-dessus du portail se trouve une immense fenêtre ogivale, légèrement en retrait dans le mur, ornée d'un entrelacs de pierre et d'une rosace dans la partie supérieure. La fenêtre est également encadrée de colonnes et d'archivoltes avec un riche ornement floral.
Piotr Wójtowicz, que les Polonais appelaient le Phidias moderne, a décoré l'extérieur de l'église avec une composition sculpturale imposante représentant la Crucifixion, la Vierge et saint Jean étant protégés par des pinacles. Le maître de Lwow, Kazimierz Sichulski, a quant à lui travaillé à la décoration intérieure. Au début de la Première Guerre mondiale, les autorités austro-hongroises font fondre les cloches de l'église. L'église souffre de bombardements d'artillerie pendant la guerre polono-ukrainienne de 1918-1919, notamment les 6 et 9 mars 1919. Une plaque rappelle ses événements. En 1926, l'on y a installé l'un des plus grands orgues de Pologne (la ville de Lwow est passée à la nouvelle Pologne indépendante depuis la fin de la guerre polono-ukrainienne), fabriqué par la célèbre firme polonaise des frères Dominik et Vaclav Bernacki.
En 1939, une bombe aérienne tombée à côté endommage les murs et la flèche. La ville de Lwow devient Lvov après la Seconde Guerre mondiale et passe à la République socialiste soviétique d'Ukraine. L'église est fermée au culte en 1946 par les autorités communistes locales et sert de dépôt dans les années 1970.
Lorsque la liberté de culte est restaurée dans la nouvelle Ukraine indépendante, l'église est donnée en 1991 à la communauté grecque-catholique ukrainienne, la population d'origine polonaise ayant massivement été expulsée entre 1946 et 1949. Le culte est en langue ukrainienne. On y ajoute sainte Olga à sa dédicace.
Du mobilier d'origine, seuls la chaire et l'autel construit en 1930-1934 ont survécu.

## Photographie

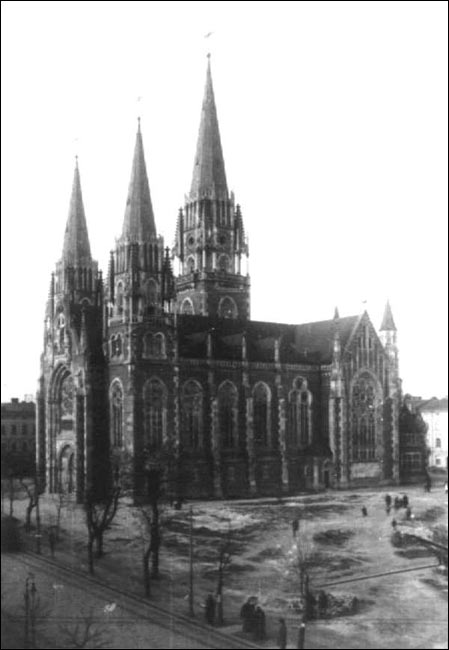
Vue de l'église Sainte-Élisabeth au début du XXe siècle.
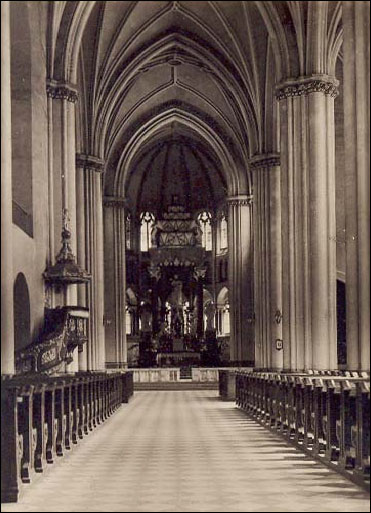
Intérieur de l'église au début du XXe siècle avec sa chaire et ses bancs.
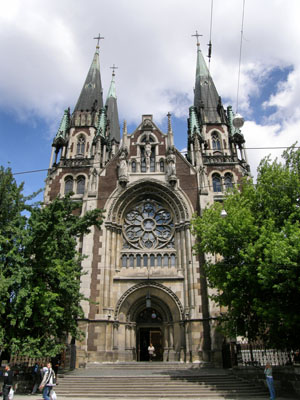
Façade.
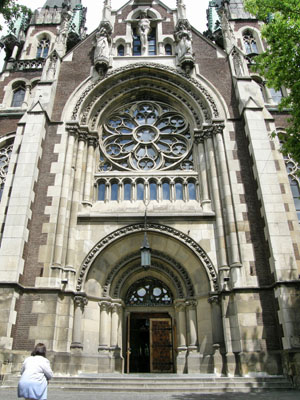
Entrée.
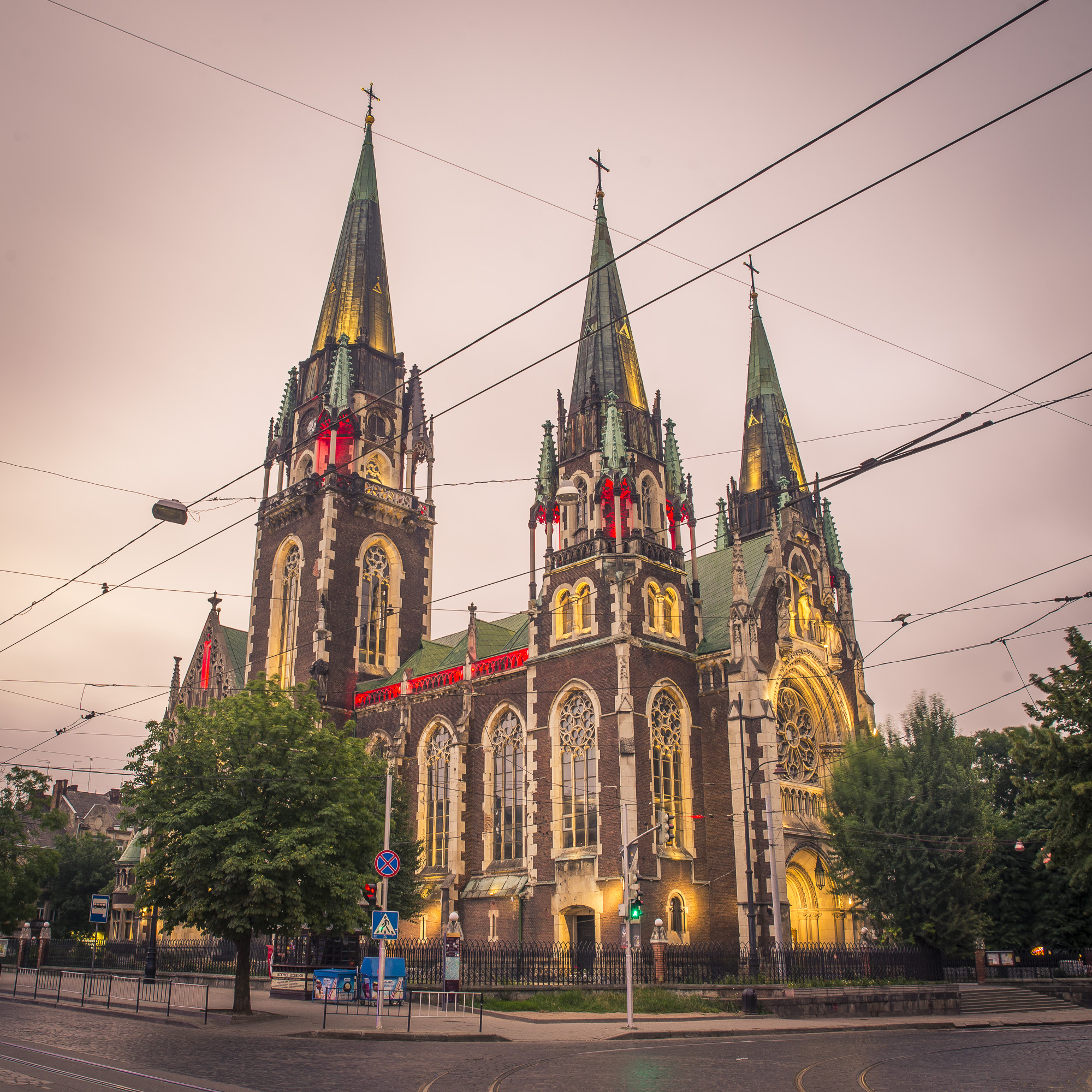
Extérieur.
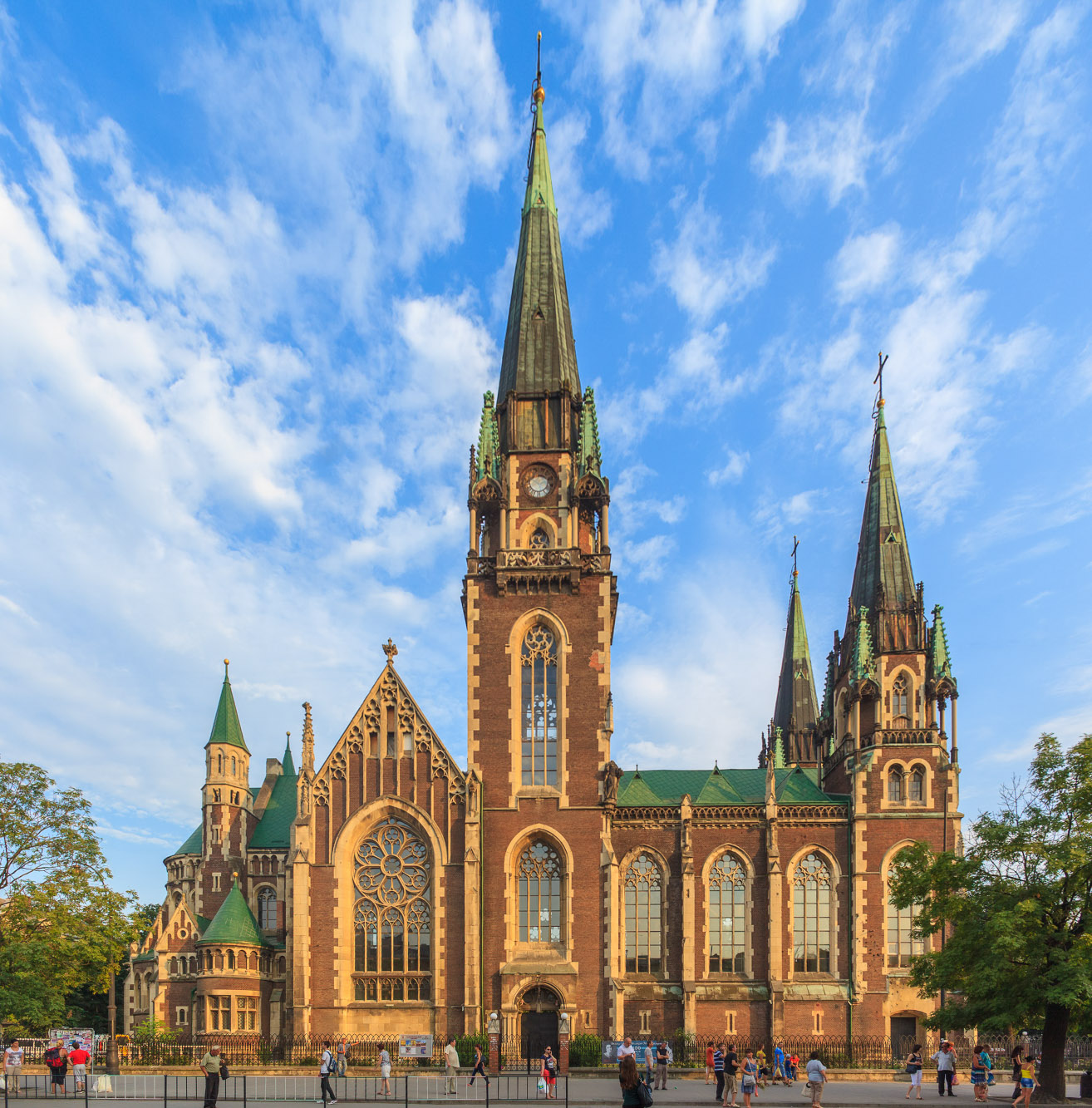
Extérieur.
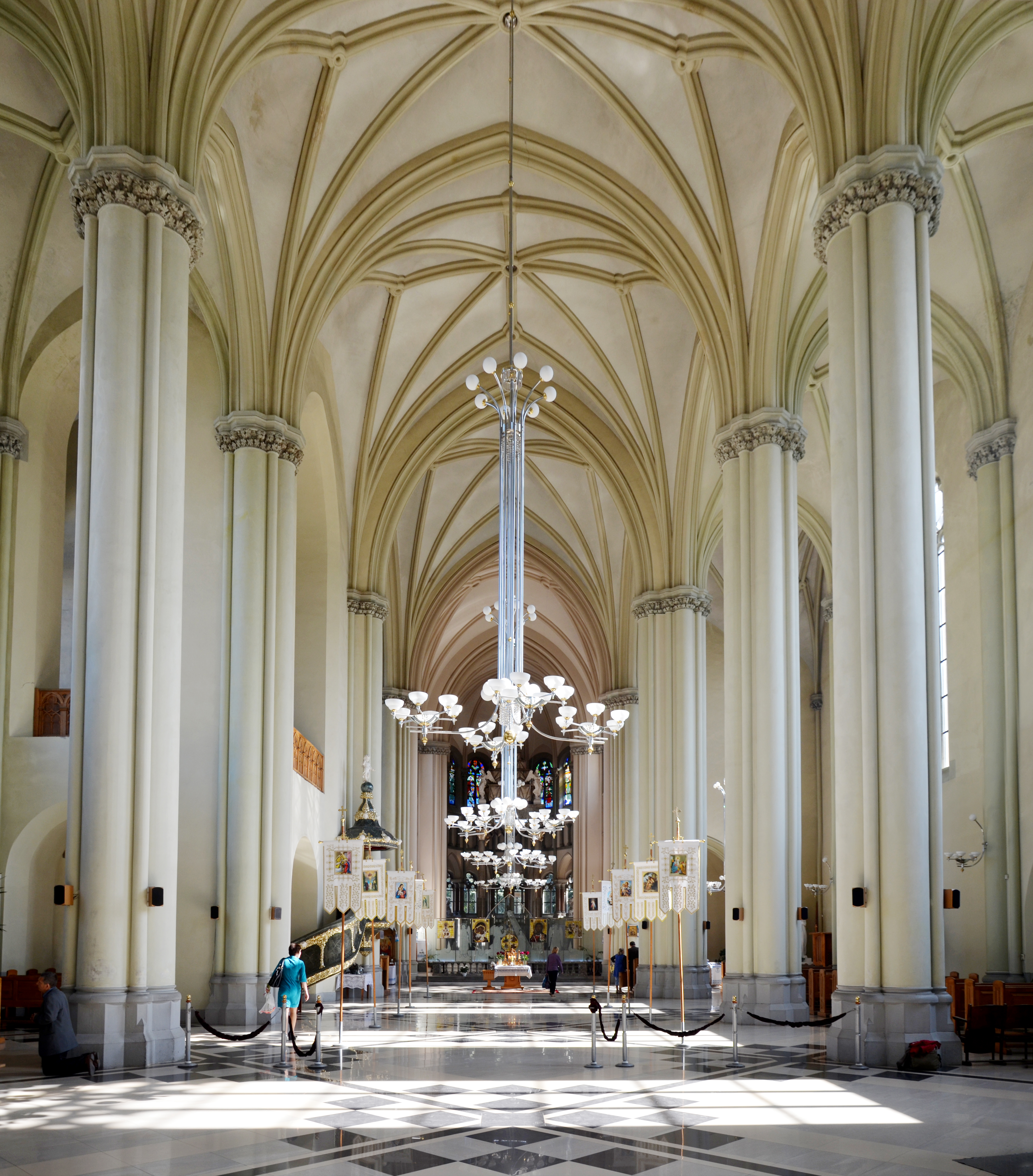
Intérieur aujourd'hui.
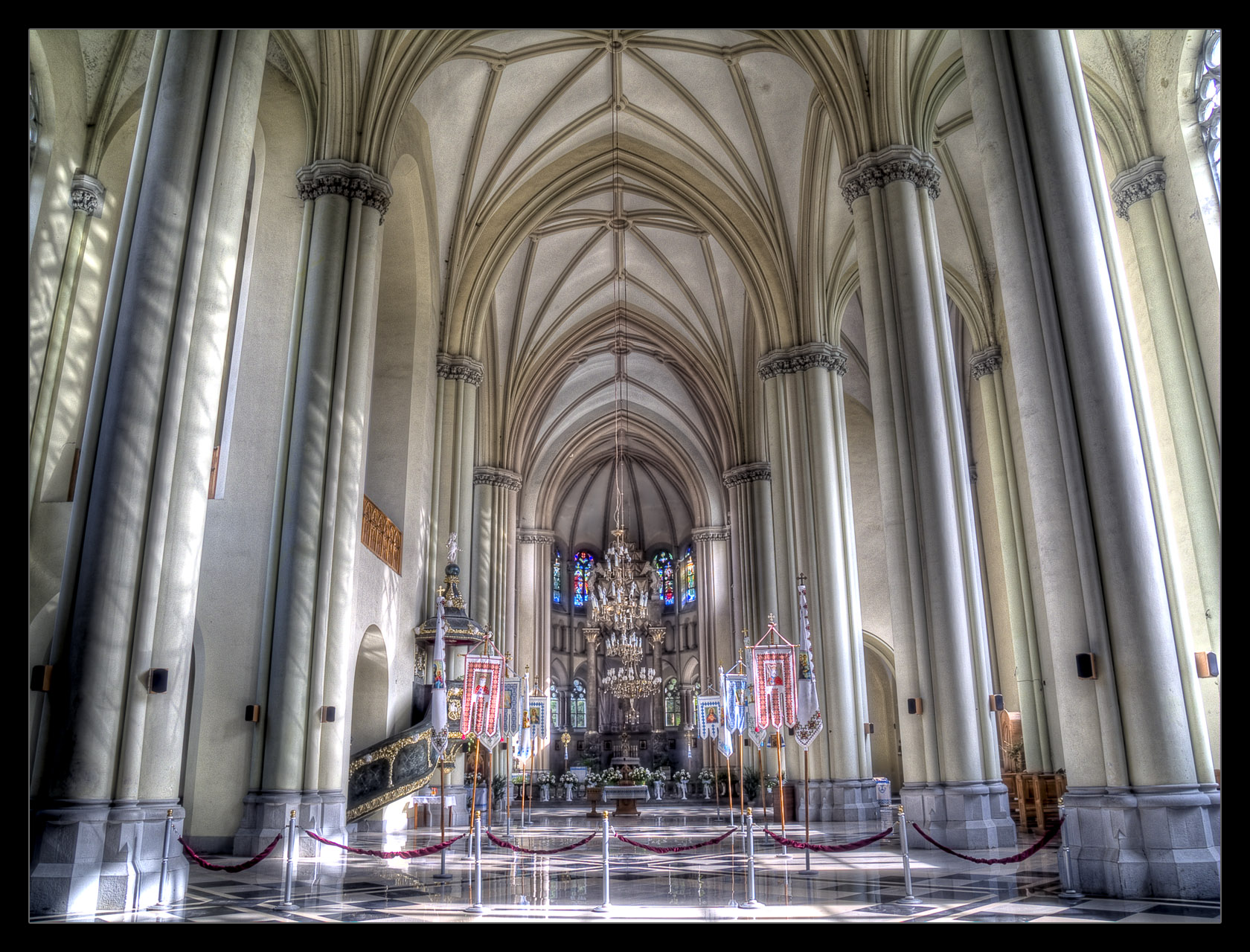
Intérieur avec son ambon néogothique conservé et l'autel de marbre de style Art déco.